# Sadowie (województwo świętokrzyskie)
Sadowie – wieś w Polsce, położona w województwie świętokrzyskim, w powiecie opatowskim, w gminie Sadowie.
Miejscowość jest siedzibą gminy Sadowie.
W latach 1975–1998 miejscowość położona była w województwie tarnobrzeskim.

## Części wsi
| SIMC    | Nazwa           | Rodzaj     |
| ------- | --------------- | ---------- |
| 0806430 | Doły            | część wsi  |
| 0806482 | Jacentów        | przysiółek |
| 0806447 | Kolonia Sadowie | część wsi  |
| 0806453 | Nowe Sadowie    | część wsi  |
| 0806460 | Ogrody          | część wsi  |
| 0806476 | Stara Wieś      | część wsi  |

Przez wieś przechodzi  czerwony szlak rowerowy do Opatowa.

## Historia
Pierwsze wzmianki pisemne o Sadowiu pochodzą z XV wieku. Wieś należała w tym czasie do Jana ze Sprowy, sędziego sandomierskiego. Było tu 9 łanów kmiecych, karczma i 4 zagrodników, oddających prebendzie szewieńskiej dziesięcinę o wartości do 10 grzywien. W kolejnym opisie Jana Długosza wieś wymianiana jest jako własność Eustachego Sprowskiego, kasztelana radomskiego. W 1508 r. część Sadowia należała do Jana Słupeckiego z Konar. W 1578 r. była własnością Adama Rzuchowskiego. W tym czasie Sadowie miało 9 osadników na 3,5 łanach, 5 zagrodników i 3 ubogich komorników.

## Badania archeologiczne
W 2015 r. odkryto na północno-wschodnim skraju wsi duże cmentarzysko neolityczne, kultury amfor kulistych, obejmujące zarówno groby ludzkie z kośćmi, jak i zwierzęce, zawierające szczątki kostne różnych zwierząt gospodarczych. Groby były typu skrzyniowego – prostokątne, miały ściany boczne oraz dna wykonane z kamieni. W środku znajdywały się również naczynia ceramiczne i różne wyroby z krzemieni oraz zębów. Tak w ludzkich, jak i zwierzęcych grobach, w jednym obiekcie pochowanych było zwykle kilka osobników. Do schyłku 2019 r. odsłonięto na przebadanym obszarze 23 groby, a rozpoznanie geofizyczne sugeruje obecność kolejnych. Na tym stanowisku archeologicznym znaleziono też zabytki innych kultur archeologicznych.

## Zabytki
Zespół pałacowy Jacentów (pałac, budynek gospodarczy, budynek służby, park), wpisany do rejestru zabytków nieruchomych (nr rej.: A.563/1-4 z 14.12.1957 i z 27.05.1986).